# Bjørn Tidmand
Bjørn Tidmand (født 24. januar 1940 i København) er en dansk popsanger, der fik sit gennembrud som solist i begyndelsen af 1960'erne. Han har holdt sig på toppen i over 40 år.
Tidmand sang som ung i Københavns Drengekor, der var ledet af Mogens Wöldike. Senere begyndte han at optræde på byens restauranter og natklubber, mens han havde almindeligt arbejde. Han kom allerede i 1957 med i et tv-program, og i 1959 indspillede han sin første plade singlen "Seksten et halvt" (dansk udgave af "Only Sixteen").
I 1963 kom hans store gennembrud med sangen "Brænd mine breve", og samme år deltog han i dansk Melodi Grand Prix med sangen "Amiga mia", der blev nr. 2. Året efter vandt han Grand Prix'et med "Sangen om dig". Nu var han en af landets mest populære sangere med "Nu ta'r jeg til Dublin", "Du skal ikke gi' mig roser" og ikke mindst landeplagen "Lille sommerfugl".
Bjørn Tidmand var også med, da Dansktoppen begyndte i 1968. Her fik han en række hits med numre som "Når det bli'r sommer igen", "Mini-midi-maxi girl" og "Rosen er rød min ven", og da Dansktoppen lukkede i 1977, havde Tidmand rekorden med 30 sange på listen. I 1970'erne var Bjørn Tidmand blandt andet vært på et tv-program sammen med Gustav Winckler, og i 1980'erne udgav han sange, der blev hits. Han sang "Når du ser et stjerneskud" som Jesper Fårekylling i Disney Juleshow, mens Ove Sprogøe lagde talestemmen til.
I alle årene har Bjørn Tidmand turneret flittigt i større og mindre arrangementer, og han har været konferencier til parkunderholdning i Botanisk Have og i Tivoli Friheden i Århus i en årrække. I 2016 debuterede han som foredrager af Storm P.'s "Sangforeningen Morgenrødens Pinsetur" på Frederiksberg Runddel.
Bjørn Tidmand var i en årrække medlem af foreningen Den Danske Frimurerorden, men valgte at melde sig ud i 2010'erne. Han opnåede 9. grad.